# Bisbe degollat
El bisbe degollat (Euplectes ardens) és un ocell de la família dels ploceids (Ploceidae).

## Hàbitat i distribució
Habita zones pastures al herba alta, a Guinea, Sierra Leone, Libèria, Costa d'Ivori, Burkina Faso, Ghana, Togo, Nigèria, sud de Camerun, el Gabon, República del Congo, República Centreafricana, sud i sud-est del Sudan, Etiòpia, Eritrea, República Democràtica del Congo, Uganda, Ruanda, Burundi, Kenya, Tanzània, Zàmbia, Malawi, Angola, oest de Zimbabwe, oest de Moçambic i l'est de Sud-àfrica.

## Taxonomia
Alguns autors consideren que la subespècie més septentrional és una espècie de ple dret:
- Euplectes laticauda (Lichtenstein, MHK, 1823) - bisbe encaputxat.[3]